# Homer Jacobson
Homer Jacobson (fl. 1950-2007) es un exprofesor de química del College de Brooklyn de Nueva York.
En los años 50, Jacobson ilustró el proceso de la autorreplicación básica en la vida artificial con una maqueta de tren. Un "organismo" base, integrado por un vagón "de cola" y otro vagón "de cabeza", podría usar las sencillas leyes de la autorreplicación para crear de forma continua nuevos organismos idénticos a sí mismo, siempre que haya un suministro de nuevos vagones a disposición del organismo base, el cual elige los nuevos vagones al azar. En 1959, recibió una Beca Guggenheim.
En 1955 publicó Información, Reproducción y el Origen de la Vida, en American Scientist.  En 2007 se retractó de sus afirmaciones en dos fragmentos de esta obra, después de percatarse de que los errores que cometió estaban siendo malinterpretados como pruebas a favor del creacionismo.

## Artículos
- "Virustat, una herramienta para la producción continua de virus] (enlace roto disponible en Internet Archive; véase el historial, la primera versión y la última).," Microbiología Aplicada, 14(6): 940–952 (noviembre de 1996) con Leslie S. Jacobson.
- "El contenido informativo de mecanismos y circuitos," Información y Control, 2(3):285-296, septiembre de 1959.
- "De Modelos Reproductivos," Científico americano 46(1958):255-284.
- "Información, Reproducción y el Origen de la Vida,"[5]
  - Retractación de dos pasajes: Carta al editor, American Scientifist (noviembre–diciembre de 2007, Vía webarchive.)
- "La Capacidad Informativa del Ojo Humano," Ciencia 113:292-293 (16 de marzo de 1951).
- "La Capacidad Informativa de la Oreja Humana," Ciencia 112:143-144 (4 de agosto de 1950).